# Insulele Juan Fernández

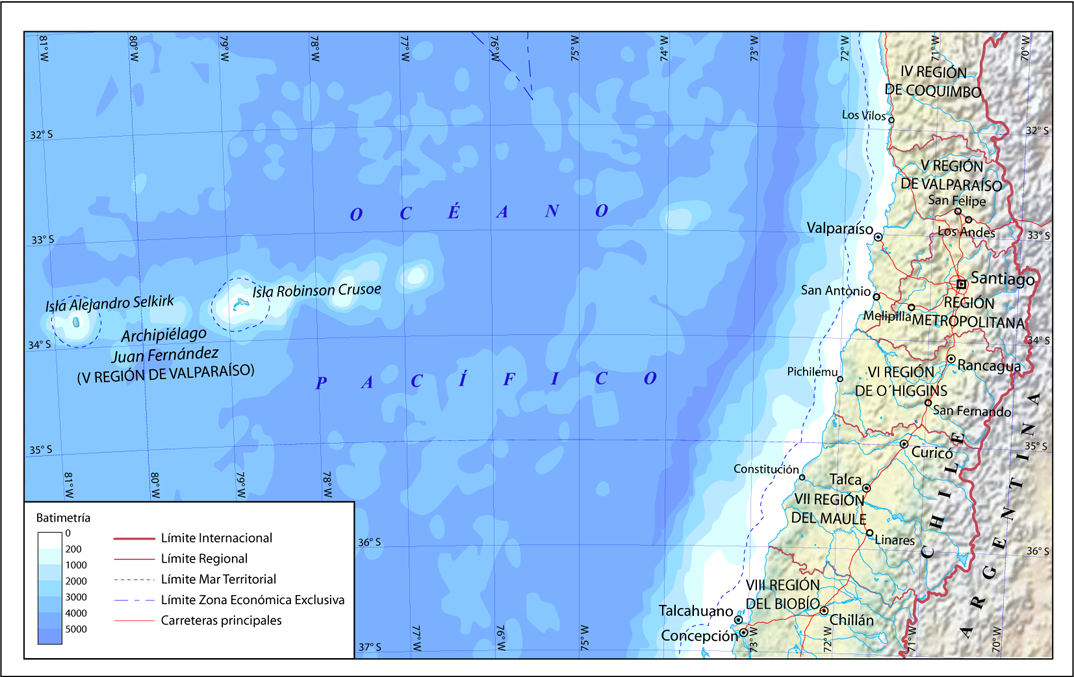
Insulele Juan Fernández

Insulele Juan Fernández sunt un grup de insule situate în Pacificul de Sud. Din punct de vedere politico-administrativ, ele aparțin de Regiunea Valparaíso din Chile. Arhipelagul este format din insulele Santa Clara, Robinson Crusoe și Alejandro Selkirk. Insulele se află la circa 600, respectiv 750 km de coasta statului Chile. Arhipelagul a fost descoperit în anul 1574 de navigatorul spaniol Juan Fernández. Pe insule domnește o climă caldă și umedă, temperatura medie fiind de circa 15 °C.

## Legături externe
- „Juan_Fernandez” la DEX online